# 斯韋特蘭娜·薩蓋達克
斯韋特兰娜·阿列克谢耶芙娜·萨盖达克（俄语：Светлана Алексеевна Сагайдак；1968年5月3日—），俄罗斯金融家，俄罗斯联邦储蓄银行俄罗斯储蓄银行董事会副主席。

## 个人履历
斯维特兰娜·萨盖伊达克于1968年5月3日出生于德意志民主共和国的德累斯顿市。
1992年毕业于莫斯科国立大学经济系，2000年毕业于莫斯科国立大学法律系，2011年获俄罗斯联邦总统直属国民经济和国家行政学院工商管理硕士（MBA）学位和金士顿大学高级管理人员工商管理硕士（EMBA）学位 。
2007年斯维特兰娜·萨盖伊达克获经济学博士学位 。

## 工作经历
1994-1999年，俄罗斯英科姆银行信贷专员、处长、副局长。
1999-2004年，俄罗斯信贷机构重组总署处长、副局长。
2004-2006年，俄罗斯存款保险总署副局长。
2006-2008年，俄罗斯发展银行董事会副主席。
2008-2009年，俄罗斯联邦储蓄银行的微小企业业务局局长
2009-2011年，俄罗斯联邦储蓄银行的不良资产管理局局长
2013-2016年，俄罗斯联邦储蓄银行高级副总裁，企业管理部门负责人
自2016年至今,[俄罗斯联邦储蓄银行俄罗斯储蓄银行董事会副主席

## 任职俄罗斯联邦储蓄银行
斯维特兰娜·萨盖伊达克于2008年开始在俄罗斯联邦储蓄银行工作，先后担任过小企业业务局局长、副总裁、不良资产管理局局长。在不良资产管理部门工作期间（2009-2013年），斯维特兰娜·萨盖伊达克成功挽回200多亿美元的不良债务，将逾期90天以上的企业贷款比重从9.2%降到3%，并将此类贷款总额降到60亿美元。
自2013年起斯维特兰娜·萨盖伊达克开始担任高级副总裁，负责与各大型企业、中小型企业、国防工业及地方和市政机构的客户开展合作。
她认为，目前俄罗斯联邦储蓄银行是一个借助IT平台实施和开展业务的现代化企业。  譬如，俄罗斯联邦储蓄银行通过在移动应用程序商店为企业客户在移动设备上提供位居榜首的客户端。这样的应用可使我们的客户“进行业务登记、开立账户、获取贷款、支付资金、与管理者保持线上联系，而且这些服务，无论是您处在办公室、汽车或在沙滩晒太阳时，随时随地都可以获得的。”
俄罗斯联邦储蓄银行参照苹果公司和Google的经验走向创新发展道路并推广网络服务。“我们与税务部门共同推出了非常不错的产品—— 商业平板电脑”，—— 斯维特兰娜·萨盖伊达克说，“通过它甚至可以进行现金交易。这在业务历史上是一项新的突破，并且它还得到了政府的支持。” 在索契的投资论坛上该项目得以展示。斯维特兰娜·萨盖伊达克说，俄罗斯联邦储蓄银行高度重视社交网络工作和客户对银行的意见。新的一年到来之际将为对银行工作曾经提出过意见的客户推出一些小礼品。
斯维特兰娜·萨盖伊达克表示，俄罗斯联邦储蓄银行的策略如下:“我们的策略——第一时间并经常为小企业提供金融服务方案，简化小企业的经营”。 她认为，俄罗斯联邦储蓄银行的目标应是将银行和客户之间的关系建设成有助于从事并促进经营活动的伙伴关系、引导关系。 斯维特兰娜·萨盖伊达克认为，合作应当使客户利益最大化。
在2015年的圣彼得堡国际经济论坛上，斯维特兰娜·萨盖伊达克说，尽管面临金融经济危机和制裁，俄罗斯联邦储蓄银行客户在国外签署的协议都得到执行，所有的交易也都按期完成。
在谈及俄罗斯联邦储蓄银行在2015年前11个月的初步成果时，斯维特兰娜·萨盖伊达克举了一些具体的例子，比如，自2015年初开始，俄罗斯联邦储蓄银行已拨出700亿卢布贷款用于农忙季节农业工作的开展，比2014年同期增长了200%。 。而2015年前11个月在中小企业板块的贷款额超过7400亿卢布，在俄罗斯市场遥遥领先。
相较之下，俄罗斯联邦储蓄银行在中小企业板块的贷款额为位居其次的俄罗斯VTB24银行的6倍。
此外，提高客户服务质量是俄罗斯联邦储蓄银行的主要成果之一。现如今在2分半钟之内创业公司即可完成账户开通工作，至今此类账户每月开设量已超3万户。
俄罗斯储蓄银行监督理事会于2016年2月29日确定任命斯韦特兰娜.萨盖伊达克为董事会副主席。其职责在于银行国际业务的管理。

## 获奖情况
曾获荣誉勋章“祖国贡献”二等功勋奖章，同时因多年来诚挚的工作及对银行事业所作出的贡献获俄罗斯联邦政府嘉奖。

## 个人生活
斯维特兰娜·萨盖伊达克的所有空闲时间都用来陪伴家人和从事运动。